# Высшая лига КВН 1996
Сезон Высшей лиги КВН 1996 года — 10-й сезон с возрождения телевизионного КВН в 1986 году.
В 1996-м КВН праздновал своё 35-летие. Год было решено объявить «Международным годом КВН», а сезон Высшей лиги получил название «Сезон праздников». Также, в этом году была официально зарегистрирована организация «Международный Союз КВН».
В 1996 году в Высшей лиге появился новый редактор. Вместе с Михаилом Марфиным «Вышку» начал редактировать капитан команды ХАИ Андрей Чивурин, он также сменил Елену Богатову у компьютера.
Сезон прошёл по схеме, принятой в 1994 году. Главным фаворитом в начале сезона была команда КВН БГУ, однако на четвертьфинальной стадии они уступили «Махачкалинским бродягам», которые летом на фестивале «Голосящий КиВиН», проходившем впервые в Юрмале, выиграли своего второго КиВиНа в золотом. Победная серия «Бродяг» не остановилась и на решающих играх сезона. В полуфинале они обыграли «Новых армян», которые до этого выиграли свои две первые игры в Высшей лиге, а в финале махачкалинцы вновь встретились с минчанами, и вновь выиграли у них, став чемпионами сезона 1996.

## Состав
В сезон Высшей лиги 1996 были приглашены двенадцать команд:
1. Самарский самолёт (Самара)
2. Иркутские декабристы (Иркутск) — финалисты Первой лиги
3. Новые армяне (Ереван) — финалисты Первой лиги
4. ВИСИ-ВГАСА (Воронеж) — чемпионы Первой лиги
5. 50х50 (Кривой Рог — Кемерово) — сборная команд «Сибирские богатыри» и «Криворожская шпана»
6. Уральские пельмени (Екатеринбург) — второй сезон в Высшей лиге
7. Настоящие тамады (Тбилиси) — третий сезон в Высшей лиге
8. Запорожье — Кривой Рог — Транзит (Запорожье — Кривой Рог) — второй сезон в Высшей лиге
9. Махачкалинские бродяги (Махачкала) — третий сезон в Высшей лиге
10. СПбУЭиФ (Санкт-Петербург) — второй сезон в Высшей лиге
11. БГУ (Минск) — четвёртый сезон в Высшей лиге
12. Ворошиловские стрелки (Луганск) — третий сезон в Высшей лиге

Чемпионом сезона стала команда КВН «Махачкалинские бродяги».

## Игры

### ⅛ финала
Первая ⅛ финала
- Дата игры: Весна
- Тема игры: День смеха
- Команды: 50х50 (Кривой Рог — Кемерово), Уральские пельмени (Екатеринбург), Запорожье — Кривой Рог — Транзит (Запорожье — Кривой Рог), Самарский самолёт (Самара), Новые армяне (Ереван), Ворошиловские стрелки (Луганск)
- Жюри: Валдис Пельш, Игорь Угольников, Николай Фоменко, Леонид Парфёнов, Иван Демидов, Юлий Гусман
- Конкурсы: Приветствие («Шаг до смешного»), Разминка («Смешные розыгрыши»), Музыкальный конкурс («Концерт для смеха с оркестром»)

| Команда               | Приветствие | Разминка | общий | Муз. конкурс | Итого |
| --------------------- | ----------- | -------- | ----- | ------------ | ----- |
| 50х50                 | 3,1         | 2,1      | 5,2   | 3,8          | 9     |
| Уральские пельмени    | 4,1         | 2,3      | 6,4   | 4            | 10,4  |
| Транзит               | 4,6         | 3,3      | 7,9   | 4,1          | 12    |
| Самарский самолёт     | 4           | 2,6      | 6,6   | 3,3          | 9,9   |
| Новые армяне          | 5           | 3,6      | 8,6   | 5            | 13,6  |
| Ворошиловские стрелки | 3,8         | 3,3      | 7,1   | 3,5          | 10,6  |

Результат игры:
1. Новые армяне
2. Запорожье — Кривой Рог — Транзит
3. Ворошиловские стрелки
4. Уральские пельмени
5. Самарский самолёт
6. 50х50

- «Новые армяне» удачно дебютировали в Высшей лиге, получив пятёрки за приветствие и музыкальный конкурс. В этой игре они показали номер про песню «Постой, паровоз» с дорожными знаками.
- На этой игре Елена Богатова в последний раз озвучивала оценки за конкурсы. Со следующей игры и до 2012 года это делал Андрей Чивурин.

Вторая ⅛ финала
- Дата игры: Весна
- Тема игры: День печати
- Команды: ВИСИ-ВГАСА (Воронеж), Иркутские декабристы (Иркутск), Настоящие тамады (Тбилиси), Махачкалинские бродяги (Махачкала), СПбУЭиФ (Санкт-Петербург), БГУ (Минск)
- Жюри: Игорь Угольников, Николай Фоменко, Иван Демидов, Леонид Парфёнов, Юлий Гусман
- Конкурсы: Приветствие («Живая газета»), Разминка («В редакцию пришло письмо»), Музыкальный конкурс («Музыкальное приложение»)

| Команда              | Приветствие | Разминка | общий | Муз. конкурс | Итого |
| -------------------- | ----------- | -------- | ----- | ------------ | ----- |
| ВИСИ-ВГАСА           | 3,2         | 2,8      | 6     | 3,4          | 9,4   |
| Иркутские декабристы | 4,2         | 3        | 7,2   | 4,4          | 11,6  |
| Настоящие тамады     | 3,4         | 3,6      | 7     | 4            | 11    |
| Бродяги              | 4           | 4,4      | 8,4   | 3,4          | 11,8  |
| СПбУЭиФ              | 4,6         | 4,8      | 9,4   | 4            | 13,4  |
| БГУ                  | 4,6         | 5,8      | 10,4  | 5            | 15,4  |

Результат игры:
1. БГУ
2. СПбУЭиФ
3. Махачкалинские бродяги
4. Иркутские декабристы
5. Настоящие тамады
6. ВИСИ-ВГАСА

- В составе команды ВИСИ-ВГАСА играл первый иностранный КВНщик Высшей лиги (из Анголы)[2].
- Команда БГУ стала первой командой, сыгравшей в Высшей лиге четвёртый сезон. На этой игре они показали музыкальный конкурс «Хит-парад Останкино на Красной площади».

### Четвертьфиналы
Первый четвертьфинал
Дата игры: 23 мая
- Тема игры: День туризма
- Команды: Уральские пельмени (Екатеринбург), Запорожье — Кривой Рог — Транзит (Запорожье — Кривой Рог), Новые армяне (Ереван), СПбУЭиФ (Санкт-Петербург)
- Жюри: Игорь Угольников, Валдис Пельш, Константин Эрнст, Леонид Парфёнов, Иван Демидов, Юлий Гусман
- Конкурсы: Приветствие («Возьмите нас с собой, туристы!»), Разминка («В одной далёкой стране»), СТЭМ («Трое в лодке»), Конкурс одной песни («Экологическая песня»)

| Команда            | Приветствие | Разминка | общий | СТЭМ | общий | КОП | Итого |
| ------------------ | ----------- | -------- | ----- | ---- | ----- | --- | ----- |
| Уральские пельмени | 3,5         | 3,6      | 7,1   | 3,8  | 10,9  | 4   | 14,9  |
| Транзит            | 5           | 5,6      | 10,6  | 4,8  | 15,4  | 4,3 | 19,7  |
| Новые армяне       | 5           | 5,5      | 10,5  | 5    | 15,5  | 5   | 20,5  |
| СПбУЭиФ            | 4           | 3,8      | 7,8   | 3,6  | 11,4  | 4   | 15,4  |

Результат игры:
1. Новые армяне
2. Запорожье — Кривой Рог — Транзит
3. СПбУЭиФ
4. Уральские пельмени

- На этой игре присутствовал президент России Борис Ельцин с семьёй.
- На этой игре «Транзит» показали СТЭМ «Служба 911».
- В своём СТЭМе «Новые армяне» показали номер «Романс „Тёмная ночь“ для любителей кроссвордов» и спародировали первый бой Холифилда и Тайсона.

Второй четвертьфинал
Дата игры: 21 июня
- Тема игры: День физкультурника
- Команды: БГУ (Минск), Ворошиловские стрелки (Луганск), Махачкалинские бродяги (Махачкала), Иркутские декабристы (Иркутск)
- Жюри: Андрей Макаревич, Валдис Пельш, Гарри Каспаров, Константин Эрнст, Леонид Парфёнов, Иван Демидов, Юлий Гусман
- Конкурсы: Приветствие («Допинг-контроль»), Разминка («Разминка»), СТЭМ («Папа, мама и я — спортивная семья»), Конкурс одной песни («Олимпийская симфония»)

| Команда               | Приветствие | Разминка | общий | СТЭМ | общий | КОП | Итого |
| --------------------- | ----------- | -------- | ----- | ---- | ----- | --- | ----- |
| Иркутские декабристы  | 3,7         | 3,5      | 7,2   | 3    | 10,2  | 3,7 | 13,9  |
| Ворошиловские стрелки | 4,2         | 4,2      | 8,4   | 4,1  | 12,5  | 4,4 | 16,9  |
| Бродяги               | 5           | 4,4      | 9,4   | 5    | 14,4  | 5   | 19,4  |
| БГУ                   | 4,7         | 5,7      | 10,4  | 3,8  | 14,2  | 5   | 19,2  |

Результат игры:
1. Махачкалинские бродяги
2. БГУ
3. Ворошиловские стрелки
4. Иркутские декабристы

- Игра была посвящена Олимпийским играм в Атланте.
- На этой игре «Бродяги» показали СТЭМ «„Папа, мама и я — спортивная семья“ по-американски, по-итальянски и по-русски».

### Полуфиналы
Первый полуфинал
Дата игры: 12 октября
- Тема игры: День чудес
- Команды: Новые армяне (Ереван), Махачкалинские бродяги (Махачкала)
- Жюри: Андрей Макаров, Леонид Якубович, Константин Эрнст, Леонид Парфёнов, Иван Демидов, Юлий Гусман
- Конкурсы: Приветствие («Обыкновенное чудо»), Разминка («Чудеса в решете»), Музыкальный конкурс («Волшебная флейта»), Капитанский конкурс («Я работаю волшебником»), Домашнее задание («На чудо надейся…»)

| Команда      | Приветствие | Разминка | общий | Муз. конкурс | общий | Капитанский | общий | ДЗ  | Итого |
| ------------ | ----------- | -------- | ----- | ------------ | ----- | ----------- | ----- | --- | ----- |
| Бродяги      | 5           | 4,5      | 9,5   | 5            | 14,5  | 3           | 17,5  | 6,6 | 24,1  |
| Новые армяне | 4,5         | 3,8      | 8,3   | 4,1          | 12,4  | 3           | 15,4  | 6,1 | 21,5  |

Результат игры:
1. Махачкалинские бродяги
2. Новые армяне

- Капитанский конкурс играли Арман Сагателян («Новые армяне») и Шабан Муслимов («Махачкалинские бродяги»).
- На этой игре «Бродяги» показали Музыкальный конкурс «Волшебная флейта» (пародия на американские боевики) и домашнее задание «Цветик-Семицветик».

Второй полуфинал
Дата игры: 19 октября
- Тема игры: День города
- Команды: БГУ (Минск), Запорожье — Кривой Рог — Транзит (Запорожье — Кривой Рог)
- Жюри: Андрей Макаров, Андрей Макаревич, Константин Эрнст, Леонид Парфёнов, Иван Демидов, Юлий Гусман
- Конкурсы: Приветствие («Ключи от города»), Разминка («Звонок по межгороду»), Музыкальный конкурс («Городской романс»), Капитанский конкурс («Городской сумасшедший»), Домашнее задание («День города»)

| Команда | Приветствие | Разминка | общий | Муз. конкурс | общий | Капитанский | общий | ДЗ  | Итого |
| ------- | ----------- | -------- | ----- | ------------ | ----- | ----------- | ----- | --- | ----- |
| Транзит | 4           | 3,6      | 7,6   | 4            | 11,6  | 3,6         | 15,2  | 6,3 | 21,5  |
| БГУ     | 4           | 3,5      | 7,5   | 5            | 12,5  | 3,1         | 15,6  | 7   | 22,6  |

Результат игры:
1. БГУ
2. Запорожье — Кривой Рог — Транзит

- Капитанский конкурс играли Михаил Гуликов («Транзит») и Леонид Купридо (БГУ).
- На этой игре БГУ показали музыкальный конкурс «Подпольный фестиваль городских романсов» и домашнее задание «Аттракцион „Машина времени“».
- В своём домашнем задании «Транзит» показали номер «Приключения Винни-Пуха и кошмар на улице Вязов».

### Финал
Дата игры: 13 декабря
- Тема игры: Праздник, который всегда с тобой
- Команды: Махачкалинские бродяги (Махачкала), БГУ (Минск)
- Жюри: Андрей Макаров, Леонид Якубович, Константин Эрнст, Иван Демидов, Юлий Гусман
- Конкурсы: Приветствие («Праздничный набор»), Разминка («Взаимные поздравления»), Музыкальный конкурс («Душа поёт»), Капитанский конкурс («О правилах хорошего тона»), Домашнее задание («Happy End»)

| Команда | Приветствие | Разминка | общий | Муз. конкурс | общий | Капитанский | общий | ДЗ  | Итого |
| ------- | ----------- | -------- | ----- | ------------ | ----- | ----------- | ----- | --- | ----- |
| Бродяги | 5           | 4,8      | 9,8   | 5            | 14,8  | 4           | 18,8  | 6,8 | 25,6  |
| БГУ     | 5           | 5,6      | 10,6  | 4            | 14,6  | 3           | 17,6  | 7   | 24,6  |

Результат игры:
1. Махачкалинские бродяги
2. БГУ

«Махачкалинские бродяги» стали чемпионами Высшей лиги сезона 1996.
- Незадолго до финала представители минской команды 70-х годов подарили Клубу старый КВНовский приз — «Кубок Надежды», который предложили вручать командам, занявшим в финале второе место. В итоге, приз вернулся в город Минск.
- Чемпионам достался в качестве приза флаг юбилейного сезона.
- Капитанский конкурс играли Леонид Купридо (БГУ) и Шабан Муслимов («Махачкалинские бродяги»).
- На этой игре «Бродяги» показали музыкальный конкурс «Дагестанские вести».

## Члены жюри
В сезоне 1996 игры Высшей лиги КВН судили 11 человек.
7 игр
- Юлий Гусман
- Иван Демидов

6 игр
- Леонид Парфёнов

5 игр
- Константин Эрнст

3 игры
- Андрей Макаров
- Валдис Пельш
- Игорь Угольников

2 игры
- Андрей Макаревич
- Николай Фоменко
- Леонид Якубович

1 игра
- Гарри Каспаров